# Schäfers Klagelied

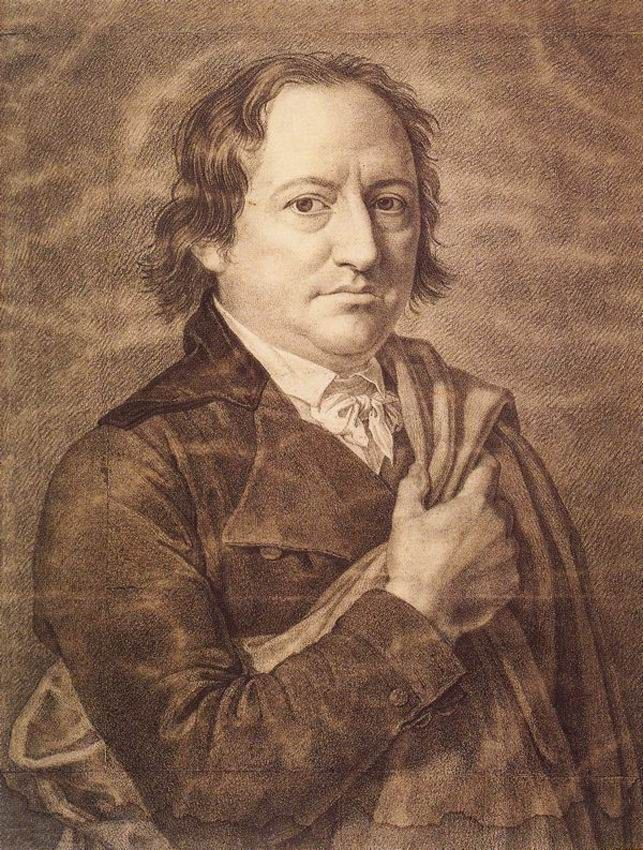
Goethe in 1800

Schäfers Klagelied (Duits voor Klaagzang van een herder) is een gedicht van Johann Wolfgang von Goethe uit 1802. Het verscheen in 1803 voor het eerst in druk. Het is niet echt een klaagzang, maar meer een mijmering van een schaapherder, die vanaf een berg het dal inkijkt (beginregel: 'Da droben auf jenem Berge'). Deze romantische literatuur liet zich eenvoudig ombuigen in dezelfde muziekstroming. Tal van componisten gebruikten de tekst voor een lied. De twee bekendste daarin zijn Franz Schubert ( lied nr. 1 in Vier Lieder uit 1814 én als losstaand lied, twee versies dus) en Niels Gade.

## Niels Gade
Niels Gade gebruikte Goethes tekst voor een losstaand lied. Het werk is niet gedateerd, zoals zovele van zijn liederen.